# Unterseeboot 846
L'Unterseeboot 846 (ou U-846) est un sous-marin allemand utilisé par la Kriegsmarine pendant la Seconde Guerre mondiale.

## Histoire
Après sa phase d'entraînement à Stettin en Poméranie au sein de la 4. Unterseebootsflottille jusqu'au 30 novembre 1943, l'U-846 est affecté à une unité combat à la base sous-marine de Lorient dans la 10. Unterseebootsflottille.
Le 2 mai, l'U-846 subit une attaque aérienne par un bombardier britannique Halifax, sans dommage.
L'U-846 est coulé le 4 mai 1944 dans l'Atlantique Nord dans le Golfe de Biscaye au Nord du Cap Ortegal à la position géographique de 46° 04′ N, 9° 20′ Opar des charges de profondeur lancées par un bombardier canadien Wellington de la RCAF du squadron sqdn 407/M. 
Les cinquante-sept membres d'équipage meurent dans cette attaque.

## Affectations successives
- 4. Unterseebootsflottille du 29 mai 1943 au 30 novembre 1943
- 10. Unterseebootsflottille du 1er décembre 1943 au 4 mai 1944

## Commandement
- Oberleutnant Berthold Hashagen du 29 mai 1943 au 4 mai 1944

## Navires coulés
L'U-846 n'a endommagé, ni coulé de navire au cours des 2 patrouilles qu'il effectua.